# بطولة أستراليا المفتوحة للتنس 2025 – فردي الرجال
بطل الدفاع يانيك سينر هزم ألكسندر زفيريف في النهائي بنتيجة 6–3، 7–6(7–4)، 6–3 ليفوز بلقب فردي الرجال في بطولة أستراليا المفتوحة 2025. وكان هذا لقبه الثاني في أستراليا المفتوحة واللقب الثالث له في البطولات الكبرى بشكل عام. أصبح سينر أصغر لاعب يدافع عن اللقب منذ جيم كوريير في عام 1993، وأصغر لاعب يدافع عن أول لقب كبير له منذ رافائيل نادال في بطولة فرنسا المفتوحة 2006.
قرعة فردي الرجال لبطولة أستراليا المفتوحة 2025 هي القرعة الرسمية التي تحدد المواجهات في البطولة. يتم تنظيم القرعة من قبل رابطة محترفي التنس (ATP) وتحدد المسار الذي يجب على كل لاعب اتخاذه للفوز باللقب.
الميزات الرئيسية للقرعة: التصنيف: يتم تصنيف أفضل 32 لاعبًا بناءً على تصنيفات ATP الخاصة بهم. وهذا يضمن عدم مواجهة اللاعبين الأعلى تصنيفًا لبعضهم البعض في الجولات المبكرة. التوزيع العشوائي: يتم توزيع القرعة بشكل عشوائي للاعبين غير المصنفين، مما يعني وضع اللاعبين الأقل تصنيفًا بشكل عشوائي في التصنيف.
الجولات: تتكون البطولة من سبع جولات:
الجولة الأولى (دور 128)
الجولة الثانية (دور 64)
الجولة الثالثة (دور 32)
الجولة الرابعة (دور 16)
دور ربع النهائي
دور نصف النهائي
النهائي
الإعفاء: في بعض البطولات، قد يحصل المصنفون الأوائل على إعفاء (التقدم التلقائي إلى الجولة التالية)، لكن هذا ليس شائعًا في أحداث جراند سلام مثل بطولة أستراليا المفتوحة. مثال على قرعة افتراضية:
فيما يلي مثال لكيفية ظهور القرعة لبطولة أستراليا المفتوحة للفردي للرجال 2025:
النصف الأعلى: المصنف 1: يانيك سينر (إيطاليا) ضد لاعب مؤهل المصنف 16: ألكسندر زفيريف (ألمانيا) ضد لاعب مشارك
المصنف 8: ستيفانوس تسيتسيباس (اليونان) ضد لاعب غير مصنف المصنف 9: كاسبر رود (النرويج) ضد لاعب غير مصنف
النصف الأسفل: المصنف 2: كارلوس ألكاراز (إسبانيا) ضد لاعب مؤهل المصنف 15: هولجر رون (الدنمارك) ضد لاعب غير مصنف المصنف 7: دانييل ميدفيديف (روسيا) ضد لاعب غير مصنف
المصنف 10: أندريه روبليف (روسيا) ضد لاعب غير مصنف المواجهات الرئيسية: غالبًا ما تخلق القرعة مواجهات مثيرة في الجولات اللاحقة، مثل من المحتمل أن يكون المصنف الأول في الدور ربع النهائي أو نصف النهائي هو المصنف الأول.
من المرجح أن يكون حامل اللقب يانيك سينر المصنف الأول وقد يواجه خصومًا أقوياء مثل كارلوس ألكاراز أو دانييل ميدفيديف في المراحل اللاحقة. كيفية متابعة القرعة: يوفر موقع بطولة أستراليا المفتوحة الرسمي وموقع جولة اتحاد لاعبي التنس المحترفين تحديثات مباشرة والقرعة الكاملة بمجرد إصدارها. يمكن للمشجعين أيضًا متابعة البطولة من خلال منصات الأخبار الرياضية والبث المباشر. إذا كنت تبحث عن قرعة عام 2025 الفعلية، فستكون متاحة أقرب إلى تاريخ البطولة (عادةً في يناير 2025).

## بذور
<div style="-moz-column-count:
01.    جانيك سينر (champion)
02.    ألكسندر زفيريف (لاعب تنس ولد 1997) (final)
03.    كارلوس ألكاراز (quarterfinals)
04.    تايلور فريتز (third round)
05.    دانييل ميدفيديف (second round)
06.    كاسبر رود (second round)
07.    نوفاك دجوكوفيتش (semifinals, retired)
08.    أليكس دي منوار (quarterfinals)
09.    آندريه روبليف (first round)
10.    غريغور ديمتروف (first round, retired)
11.    ستيفانوس تسيتسيباس (first round)
12.    Tommy Paul (quarterfinals)
13.    هولغر رون (fourth round)
14.    أوغو هامبرت (fourth round)
15.    جاك دريبر (fourth round, retired)
16.    لورنزو موسيتي (third round)
17.    فرانسيس تيافوي (second round)
18.    هوبرت هوركاتش (second round)
19.    كاران خاشانوف (third round)
20.    Arthur Fils (third round, retired)
21.    بن شيلتون (semifinals) 
22.    سيباستيان كوردا (second round)
23.    أليخاندرو تابيلو (first round)
24.    يري ليهيتشكا (fourth round) 
25.    أليكسي بوبيرين (first round)
26.    توماس ماتشاك (third round)
27.    Jordan Thompson (second round)
28.    سيباستيان بايز (first round)
29.    فيلكس أوجر الياسيم (second round)
30.    Giovanni Mpetshi Perricard (first round)
31.    فرانسيسكو سيروندولو (third round)
32.    فلافيو كوبولي (first round); -webkit-column-count:
01.    جانيك سينر (champion)
02.    ألكسندر زفيريف (لاعب تنس ولد 1997) (final)
03.    كارلوس ألكاراز (quarterfinals)
04.    تايلور فريتز (third round)
05.    دانييل ميدفيديف (second round)
06.    كاسبر رود (second round)
07.    نوفاك دجوكوفيتش (semifinals, retired)
08.    أليكس دي منوار (quarterfinals)
09.    آندريه روبليف (first round)
10.    غريغور ديمتروف (first round, retired)
11.    ستيفانوس تسيتسيباس (first round)
12.    Tommy Paul (quarterfinals)
13.    هولغر رون (fourth round)
14.    أوغو هامبرت (fourth round)
15.    جاك دريبر (fourth round, retired)
16.    لورنزو موسيتي (third round)
17.    فرانسيس تيافوي (second round)
18.    هوبرت هوركاتش (second round)
19.    كاران خاشانوف (third round)
20.    Arthur Fils (third round, retired)
21.    بن شيلتون (semifinals) 
22.    سيباستيان كوردا (second round)
23.    أليخاندرو تابيلو (first round)
24.    يري ليهيتشكا (fourth round) 
25.    أليكسي بوبيرين (first round)
26.    توماس ماتشاك (third round)
27.    Jordan Thompson (second round)
28.    سيباستيان بايز (first round)
29.    فيلكس أوجر الياسيم (second round)
30.    Giovanni Mpetshi Perricard (first round)
31.    فرانسيسكو سيروندولو (third round)
32.    فلافيو كوبولي (first round); column-count:
01.    جانيك سينر (champion)
02.    ألكسندر زفيريف (لاعب تنس ولد 1997) (final)
03.    كارلوس ألكاراز (quarterfinals)
04.    تايلور فريتز (third round)
05.    دانييل ميدفيديف (second round)
06.    كاسبر رود (second round)
07.    نوفاك دجوكوفيتش (semifinals, retired)
08.    أليكس دي منوار (quarterfinals)
09.    آندريه روبليف (first round)
10.    غريغور ديمتروف (first round, retired)
11.    ستيفانوس تسيتسيباس (first round)
12.    Tommy Paul (quarterfinals)
13.    هولغر رون (fourth round)
14.    أوغو هامبرت (fourth round)
15.    جاك دريبر (fourth round, retired)
16.    لورنزو موسيتي (third round)
17.    فرانسيس تيافوي (second round)
18.    هوبرت هوركاتش (second round)
19.    كاران خاشانوف (third round)
20.    Arthur Fils (third round, retired)
21.    بن شيلتون (semifinals) 
22.    سيباستيان كوردا (second round)
23.    أليخاندرو تابيلو (first round)
24.    يري ليهيتشكا (fourth round) 
25.    أليكسي بوبيرين (first round)
26.    توماس ماتشاك (third round)
27.    Jordan Thompson (second round)
28.    سيباستيان بايز (first round)
29.    فيلكس أوجر الياسيم (second round)
30.    Giovanni Mpetshi Perricard (first round)
31.    فرانسيسكو سيروندولو (third round)
32.    فلافيو كوبولي (first round);">{{{2}}}
- Q = Qualifier
- WC = Wild card
- LL = Lucky loser
- Alt = Alternate
- SE = Special exempt
- PR = Protected ranking
- ITF = ITF entry
- JE = Junior exempt
- w/o = Walkover
- r = Retired
- d = Defaulted
- SR = Special ranking